# 제56회 골든 글로브상
제56회 골든 글로브상은 1998년 상영된 영화 중 가장 뛰어난 영화를 수상하기 위해 1999년 1월 24일에 열린 시상식이다. 미국,캘리포니아/비버리 힐튼 호텔에서 개최되었다.

## 수상 및 후보

### 세실 B. 데밀 상
- 잭 니콜슨 수상

### 작품상-드라마
- 라이언 일병 구하기 - 스티븐 스필버그 수상
- 갓 앤 몬스터 - 빌 콘돈
- 호스 위스퍼러 - 로버트 레드포드
- 트루먼 쇼 - 피터 위어
- 엘리자베스 - 세자르 카푸르

### 여우주연상-드라마
- 엘리자베스 - 케이트 블란쳇 수상
- 중앙역 - 페르난다 몬테네그로
- 스텝맘 - 수잔 서랜든
- 힐러리와 재키 - 에밀리 왓슨
- 원 트루 씽 - 메릴 스트립

### 남우주연상-드라마
- 트루먼 쇼 - 짐 캐리 수상
- 갓 앤 몬스터 - 이안 맥켈런
- 어플릭션 - 닉 놀테
- 라이언 일병 구하기 - 톰 행크스
- 와일드 - 스티븐 프라이

### 작품상-뮤지컬코미디
- 셰익스피어 인 러브 - 존 매든 수상
- 불워스 - 워런 비티
- 마스크 오브 조로 - 마틴 캠벨
- 패치 아담스 - 톰 새디악
- 스틸 크레이지 - 브라이언 깁슨
- 메리에겐 뭔가 특별한 것이 있다 - 바비 패럴리,피터 패럴리

### 여우주연상-뮤지컬코미디
- 셰익스피어 인 러브 - 기네스 팰트로 수상
- 섹스의 반대말 - 크리스티나 리치
- 메리에겐 뭔가 특별한 것이 있다 - 카메론 디아즈
- 유브 갓 메일 - 멕 라이언
- 작은 목소리 - 제인 호록스

### 남우주연상-뮤지컬코미디
- 작은 목소리 - 마이클 케인 수상
- 패치 아담스 - 로빈 윌리엄스
- 불워스 - 워런 비티
- 마스크 오브 조로 - 안토니오 반데라스
- 프라이머리 컬러스 - 존 트라볼타

### 여우조연상
- 갓 앤 몬스터 - 린 레드그레이브 수상
- 작은 목소리 - 브렌다 블레신
- 프라이머리 컬러스 - 케시 베이츠
- 마이티 - 샤론 스톤
- 셰익스피어 인 러브 - 주디 덴치

### 남우조연상
- 트루먼 쇼 - 에드 해리스 수상
- 셰익스피어 인 러브 - 제프리 러쉬
- 위드아웃 리밋 - 도날드 서덜랜드
- 시빌 액션 - 로버트 듀발
- 맥스군 사랑에 빠지다 - 빌 머레이
- 심플 플랜 - 빌리 밥 손튼

### 외국어 영화상
- 중앙역 - 월터 살레스 수상
- 탱고 - 카를로스 사우라
- 셀레브레이션 - 토마스 빈터베르그

### 감독상
- 라이언 일병 구하기 - 스티븐 스필버그 수상
- 엘리자베스 - 세자르 카푸르
- 호스 위스퍼러 - 로버트 레드포드
- 셰익스피어 인 러브 - 존 매든
- 트루먼 쇼 - 피터 위어

### 각본상
- 셰익스피어 인 러브 - 마크 노먼 수상
- 셰익스피어 인 러브 - 톰 스톱파드 수상
- 불워스 - 워런 비티
- 라이언 일병 구하기 - 로버트 로댓
- 해피니스 - 토드 솔론즈
- 트루먼 쇼 - 앤드류 니콜

### 음악상
- 트루먼 쇼 - 필립 글래스 수상
- 뮬란 - 제리 골드스미스
- 이집트 왕자 - 스티븐 슈왈츠,한스 짐머
- 라이언 일병 구하기 - 존 윌리엄스
- 벅스 라이프 - 랜디 뉴먼

### 주제가상
- 매직 스워드 - 데이빗 포스터 수상
- 시티 오브 엔젤 - 앨라니스 모리셋
- 마이티 - 스팅
- 뮬란 - 매튜 윌더
- 이집트 왕자 - 스티븐 슈왈츠
- 스틸 크레이지 - 믹 존스

## 같이 보기
- 제71회 아카데미상
- 제19회 골든 래즈베리상
- 제5회 미국 배우 조합상
- 제52회 영국 아카데미 영화상